# Comté de Mecklenburg (Virginie)
Pour les articles homonymes, voir Comté de Mecklenburg.
Le comté de Mecklenburg est un comté de Virginie, aux États-Unis.